# Aleksej Archipovič Leonov
Aleksej Archipovič Leonov (in russo Алексей Архипович Леонов?; Listvjanka, 30 maggio 1934 – Mosca, 11 ottobre 2019) è stato un cosmonauta sovietico.
Nato nell'allora RSFS Russa è stato il primo essere umano a lasciare la sua capsula spaziale per rimanere sospeso liberamente nello spazio, compiendo la prima attività extraveicolare della storia.

## Biografia
Leonov nacque il 30 maggio 1934 a Listvjanka, nell'Oblast' di Kemerovo, e fu l'ottavo di nove figli. Il padre Archip Alekseevič, proveniente dal governatorato di Orël, lavorò nelle miniere del Donbass per poi diventare contadino ed allevatore di cavalli. La madre Evdokija Minaevna Sotnikova era invece un'insegnante. Nel 1936 Archip Alekseevič fu condannato senza processo a due anni di prigione, a causa di un conflitto con il presidente del kolchoz nel quale lavorava. La famiglia si trasferì dai parenti a Kemerovo, mentre nel 1939 il padre di Leonov fu riabilitato.
Sin da subito mostrò interesse nella meccanica, costruendosi una bicicletta con rottami e scarti, e nell'arte, realizzando durante la Grande guerra patriottica schizzi di soldati all'ospedale, ufficiali e scene di battaglia. Nel 1948, la famiglia si trasferì a Kaliningrad per il nuovo posto di lavoro del padre. Nel 1953 si diplomò alla scuola secondaria e fece richiesta per entrare nell'Accademia d'arte di Riga, nella RSS Lettone, ma non aveva ancora i mezzi per poter vivere fuori dalla città. 
Nel 1953, Leonov iniziò la carriera militare nella RSS Ucraina presso la scuola dell'aviazione militare sovietica per l'addestramento iniziale dei piloti a Kremenčuk. Entrò nel Komsomol e concluse gli studi nel 1955. Successivamente frequentò fino al 1957 la scuola di piloti di Čuhuïv divenendo pilota di aerei da caccia, e si qualificò in seguito come istruttore di paracadutisti dopo aver effettuato più di 100 salti.
Dal 30 ottobre 1957, Leonov fu pilota del 113º Stormo da combattimento della Guardia nel distretto militare di Kiev, volando con il caccia Mig-17. Dal 14 dicembre 1959 a marzo 1960, fu pilota senior del 294º stormo da ricognizione separato nel Gruppo di forze sovietiche in Germania, volando con il MiG-15Rbis. Nel tempo libero, praticava scherma e pallavolo.

### Vostok
Leonov era tenente dell'aeronautica quando venne selezionato nel 1959 nel cerchio più ristretto dei piloti aspiranti per l'addestramento da cosmonauti. Insieme ad altri 19 piloti, tra cui Jurij Gagarin, fece parte del primo gruppo di cosmonauti dell'Unione Sovietica selezionati e nominati ufficialmente il 7 marzo 1960, iniziando l'addestramento al cosmodromo di Bajkonur. Inizialmente, Leonov venne considerato come pilota della Vostok 1 ma nel giugno 1963 venne nominato pilota di riserva per Valerij Fëdorovič Bykovskij per la Vostok 5, nell'ambito di un volo di coppia con la Vostok 6 di Valentina Tereškova. Pertanto Leonov divenne candidato per una successiva missione della Vostok e, diversamente dagli altri cosmonauti, nel 1964 non iniziò l'addestramento con la nuova capsula spaziale Sojuz.

### Voschod
Nella primavera del 1964 venne deciso che le successive missioni nello spazio sarebbero state eseguite con capsule Vostok appositamente modificate ed ora ufficialmente denominate Voschod. Tale navicella infatti era in grado di trasportare un equipaggio composto fino a tre membri. Il primo volo Voschod 1 venne programmato per trasportare tre scienziati-cosmonauti nello spazio mentre, per il secondo impiego di tale velivolo spaziale, si decise di sperimentare, per la prima volta, che un cosmonauta lasciasse il suo veicolo spaziale. Leonov venne selezionato per la seconda missione assieme a Pavel Ivanovič Beljaev e a partire dal 15 agosto 1964 seguì un addestramento particolare per la manovra di uscita dalla capsula spaziale. Il 9 febbraio 1965 venne annunciato e confermato in via del tutto ufficiale la sua selezione quale membro dell'equipaggio di questa missione ed il suo particolare incarico, cioè quello di svolgere la prima attività extraveicolare della storia dell'esplorazione umana nello spazio.
Voschod 2 venne lanciata il 18 marzo 1965, con equipaggio formato da Leonov e da Beljaev nel ruolo di comandante. Nell'orbita terrestre Leonov fu il primo essere umano nella storia dell'esplorazione spaziale ad uscire da una navicella spaziale per rimanere liberamente sospeso nello spazio: collegato alla capsula spaziale mediante una corda di sicurezza lunga circa 5 metri, rimase per circa 12 minuti (729 secondi) all'esterno della navicella. La passeggiata comunque rischiò di terminare in tragedia: dapprima, all'uscita dalla camera di compensazione (creata per non esporre al vuoto spaziale l'interno della capsula), si trovò per qualche secondo ad avvitarsi in maniera incontrollata. Inoltre al momento di tornare a bordo la tuta spaziale Berkut, la prima creata appositamente per supportare un'attività extraveicolare, si era gonfiata al punto da non permettere il passaggio nello stretto abbaino col portello dell'abitacolo della capsula spaziale. Lo scarico di pressione dall'interno della tuta spaziale fu la soluzione che fece riuscire la manovra e salvò la vita di Leonov.
Il rientro avvenne il 19 marzo 1965 ma a causa di problemi con l'accensione manuale dei retrorazzi frenanti, Voschod 2 atterrò in una ostile foresta siberiana, vicino alla cittadina di Solikamsk, a circa 400 chilometri dal punto pianificato per l'atterraggio precedentemente calcolato. Leonov e Beljaev dovettero attendere per ben due giorni vicino alla loro capsula spaziale fino a quando i soccorritori non riuscirono finalmente a raggiungere i due cosmonauti per recuperarli. Terminata con successo tale missione, durata in totale circa 26 ore, Leonov spese un periodo prolungato di viaggi all'estero in qualità di relatore in vari convegni descrivendo la sua storica impresa ed esperienza.
Il 23 marzo 1965, Leonov fu insignito del titolo di Eroe dell'Unione Sovietica, dell'Ordine di Lenin e della Stella d'oro. Nel 1968 si laureò presso l'Accademia di ingegneria aeronautica intitolata a N. E. Žukovskij.

### Programma lunare
Nel 1968 Leonov iniziò l'addestramento per il programma lunare sovietico. I progetti relativi vennero modificati in continuazione, prevedendo un'alternanza di addestramento di gruppi di cosmonauti scelti per eseguire missioni in orbita lunare, come pure per allunaggi effettivi. Leonov fece parte del programma per tutta la sua durata assumendo in ogni caso il ruolo di comandante dei vari equipaggi selezionati. A settembre del 1968 Leonov venne nominato come uno di tre probabili comandanti di un cerchio ristretto scelto per la missione L1, con lo scopo di compiere un sorvolo ravvicinato della Luna a bordo della Sojuz 7K-L1. La sua nomina effettiva per la prima di queste missioni comunque risultò ben presto poco probabile. Infatti Leonov perse molta simpatia da parte dei suoi superiori a causa di tre incidenti automobilistici causati dallo stesso nel breve lasso di quattro mesi, uno stile di vita alquanto esagerato e poco conforme agli ideali sovietici e particolarmente a causa di alcune dichiarazioni poco sensate, assolutamente non diplomatiche e non conformi alla volontà del regime sovietico effettuate davanti alla stampa ed i media internazionali.
Siccome gli Stati Uniti d'America erano riusciti con la missione dell'Apollo 8 ad orbitare intorno alla Luna a dicembre del 1968, nonché a luglio del 1969 ad eseguire il primo allunaggio di un essere umano con la missione dell'Apollo 11, cioè prima che i Sovietici potessero tentare tali ambiziosi progetti, il programma lunare sovietico venne dichiarato come terminato. Da tale momento in poi tutta l'attività per successive missioni nello spazio sovietiche iniziò a concentrarsi esclusivamente alla programmazione, la costruzione e la messa in orbita di stazioni spaziali.

### Sojuz
Nel 1970, Leonov fu nominato Vice Capo del Centro di addestramento per i cosmonauti. Da settembre 1970, si sottopose all'addestramento diretto per un volo come comandante dell'equipaggio di riserva nell'ambito del programma della prima stazione orbitale Saljut 1. Il 23 aprile 1971 fu selezionato come comandante del gruppo di riserva della Sojuz 10 e successivamente fu scelto come comandante della missione Sojuz 11. Sulla base del sospetto che il pilota della missione Valerij Kubasov fosse affetto da tubercolosi, tutti i tre membri dell'equipaggio furono sostituiti a soli due giorni prima del lancio previsto. L'equipaggio effettivamente volato nella missione Sojuz 11, cioè quello in precedenza nominato come equipaggio di riserva, raggiunse un nuovo record di durata di permanenza nello spazio, ma soffocò durante la fase di rientro in atmosfera terrestre a causa dell'apertura imprevista di una valvola che provocò la rapida depressurizzazione della capsula. Siccome i cosmonauti non indossavano le loro tute spaziali durante questa delicata fase, nessuno dei tre si salvò.
Leonov nel frattempo era stato nominato comandante di una successiva missione verso la Saljut 1, insieme con i suoi compagni d'equipaggio Nikolaj Nikolaevič Rukavišnikov e Pëtr Ivanovič Kolodin; ma a seguito dell'incidente della Sojuz 11, tutte le successive missioni vennero cancellate, per la riorganizzazione del programma Sojuz.

### Programma test Apollo-Sojuz

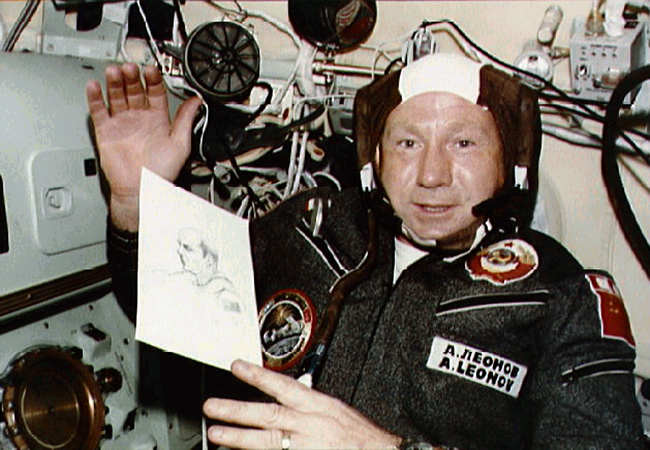
Leonov in orbita con l'Apollo-Sojuz Test Program

Leonov venne nuovamente nominato comandante per una missione nello spazio, la prima ad essere eseguita come frutto della collaborazione delle due superpotenze Unione Sovietica e Stati Uniti d'America, il famoso programma test Apollo-Sojuz. La preparazione di questo primo progetto internazionale nella storia dell'esplorazione spaziale durò per più anni e comprendeva diversi viaggi di Leonov negli Stati Uniti con prolungate permanenze alla NASA. Il 15 luglio 1975 avvenne il lancio della Sojuz 19, con a bordo Leonov e l'ingegnere di volo Kubasov. Due giorni più tardi la capsula spaziale si agganciò alla capsula dell'Apollo, equipaggiata dagli astronauti americani Tom Stafford, Vance Brand e Deke Slayton.

## Letteratura e pittura
Nel 1971 venne pubblicato il suo libro Passeggiatore nello spazio e nel 1980 Uscita nel cosmo. Nel 2004 scrisse assieme all'astronauta statunitense David Scott (volato su Gemini 8, Apollo 9 ed Apollo 15) Due uomini nella Luna. Inoltre si è dedicato alla pittura: tra le prime raffigurazioni a colori dei voli umani nello spazio a colori figurano proprio suoi quadri, disegni e pitture.

## Filmografia
- L'incredibile avventura della Voschod 2 è stata raccontata dal film russo Il tempo dei primi - Spacewalker (in russo Время первых?), regia di Dmitrij Kiselëv (2017), con gli attori Evgenij Vital'evič Mironov, Konstantin Jur'evič Chabenskij e Vladimir Ilin rispettivamente nelle parti di Leonov, Pavel Ivanovič Beljaev e Sergej Pavlovič Korolëv.
- A Leonov è intitolata l'astronave del film 2010 - L'anno del contatto.
- Nella serie televisiva For All Mankind, ambientata in una realtà alternativa in cui l'Unione Sovietica batte gli Stati Uniti d'America nella corsa al primo allunaggio, Aleksej Leonov diventa il primo uomo a mettere piede sulla Luna.